# John Beazley
Pour les articles homonymes, voir Beazley.
Sir John Davidson Beazley, né le 13 septembre 1885 à Glasgow (Écosse) et mort le 6 mai 1970 à Oxford, est un historien de l'art et un archéologue britannique qui a joué un rôle majeur dans l'étude de la céramique grecque antique.

## Biographie
John Beazley est éduqué à Christ's Hospital puis à Balliol College, l'un des collèges de l'université d'Oxford, où il se lie d'amitié avec le poète James Elroy Flecker. Après avoir achevé ses études undergraduate en 1907, il poursuit ses études à Christ Church, Oxford, où il se voit confier un poste de chargé de cours en archéologie. En 1908, il publie son premier article sur trois vases grecs de l'Ashmolean Museum. Il se spécialise alors sur le sujet, alors peu exploré, et sous le patronage du collectionneur Edward Warren, voyage aux États-Unis pour étudier les vases des musées américains, particulièrement les collections de l'Université Harvard, du musée des beaux-arts de Boston et du Metropolitan Museum of Art de New York. En 1918, il publie ainsi Attic Red-figure Vases in American Museums (Les vases attiques à figures rouges dans les musées américains).
John Beazley formalise sa méthode, en maturation depuis ses études, en 1922, dans un article intitulé « Citharœdus », publié dans le Journal of Hellenic Studies. Contrairement à l'école allemande qui privilégie les vases signés, Beazley s'intéresse aux vases anonymes (d'abord à figures rouges, puis à figures noires). Il s'inspire des méthodes appliquées par certains critiques d'art comme Giovanni Morelli à la Renaissance italienne : il s'agit d'identifier un style particulier à travers l'étude comparée de détails comme le dessin des mains, des oreilles ou des drapés, en partant du principe que les vases grecs sont l'œuvre de plusieurs artistes (ou ateliers) distincts possédant chacun leur style propre.
Pour identifier les caractéristiques stylistiques des vases, John Beazley commence par noter leur forme, leur taille ou encore leurs motifs. Ensuite, par des relevés minutieux au papier calque, transformés ensuite en dessins, il s'efforce de reconstituer le « système » de dessin utilisé par le peintre. Cette approche lui permet d'attribuer les vases à des peintres qu'il nomme de manière conventionnelle en fonction d'un aspect de son œuvre. Ainsi, le peintre de Thanatos doit son nom à un lécythe funéraire à fond blanc du British Museum représentant Hypnos et Thanatos ; le peintre de Berlin est dénommé d'après une amphore conservées aux Staatliche Museen de Berlin.
En 1925, John Beazley obtient la chaire Lincoln d'archéologie classique et d'histoire de l'art à l'université d'Oxford. La même année, il publie son ouvrage majeur, Attische Vasemaler des rotfigurigen Stils (Les Peintres attiques de vases à figures rouges), une liste d'artistes identifiés. Il est fait chevalier en 1949 et prend sa retraite en 1956, mais poursuit ses recherches jusqu'à sa mort. Ses archives personnelles sont achetées en 1965 pour constituer la Beazley Archive, conservée à l'Ashmolean Museum, qui comprend 500 000 notes, 250 000 photographies en noir et blanc, 2 000 livres et 1 500 dessins.

## Principaux ouvrages
- Attic Red-Figure Vase Painters, Clarendon Press, Oxford, 1942.
- Attic Black-Figure Vase Painters, Clarendon Press, Oxford, 1956.
- Paralipomena, édité par Donna C. Kurtz, Oxford University Press, Oxford, 1971.